# Lithobius longiscissus
Lithobius longiscissus är en mångfotingart som beskrevs av Luis Serra 1987. Lithobius longiscissus ingår i släktet Lithobius och familjen stenkrypare.
Artens utbredningsområde är Spanien. Inga underarter finns listade i Catalogue of Life.